# Йенч, Эрнст
Эрнст Антон Йенч (нем. Ernst Anton Jentsch; 22 февраля 1867 — 1919) — немецкий психиатр, доктор медицины. Автор работ по психологии и патологии. Наиболее известен по эссе «О психологии сверхъестественного» (нем. Zur Psychologie des Unheimlichen), которое повлияло на работу Зигмунда Фрейда «Жуткое».

## Биография
Родился в Бреслау, 22 февраля 1867 года. Использовал псевдоним E. Jäschütz, из-за чего можно предположить, что происходил из еврейской семьи. Возможно, скрывал это, находясь под впечатлением от расовых предрассудков своего времени, что усугублялось его научными интересами: теорией вырождения, евгеникой и работами Ломброзо, который предполагал, что среди евреев высокий процент умалишенных.
Изучал медицину в Бреслау, Фрайбурге, Бонне, Вюрцбурге, Катании. Затем изучал нейропсихологию и теорию вырождения в Гисене, Турине и Цюрихе. В Турине учился у Чезаре Ломброзо. Переводил работы итальянского психолога на немецкий язык; редактировал и продвигал его статьи в немецких научных журналах, о чём свидетельствует их деловая переписка. 
В 1895 году познакомился с психиатром и талантливым редактором Хансом Курелла, долгое время они плодотворно сотрудничали. Подготовили и издали на немецком работы Ломброзо по криминалистики и Эллиса Хэвлока по сексологии. В 1901 году рассчитывал, что Курелла передаст ему должность редактора журнала «Центральный вестник неврологии» (нем. Centralblatt für Nervenheilkunde), но этого не произошло. Новым редактором стал Роберт Гаупп.
Как психиатр, Йенч практиковал в Гамбурге и Бреслау. Владел итальянским и английским языками, с которых переводил актуальные работы по психологии. Работы Йенча при жизни публиковались на русском языке. Например, «О своенравных настроениях: Медико-психологический очерк» была выпущена в 1904 году в официальном журнале Психоневрологического института «Вестник психологии, криминальной антропологии и гипнотизма».

В августе-сентябре 1906 году была опубликована статья «О психологии сверхъестественного» (нем. Zur Psychologie des Unheimlichen) в №№22-23 журнала Psychiatrische Wochenschrift. В 1919 году работу процитировал и использовал, как основу для своего эссе «Жуткое», Зигмунд Фрейд. Также она цитируется, как классический источник, в работах о гипотезе «Зловещей долины».
Один из самых надежных приёмов, без труда вызвать впечатление жуткого с помощью повествований, основывается на том, чтобы оставить читателя в неведении: является ли некоторая фигура человеком или, допустим, автоматом. И именно так, чтобы эта неуверенность не оказалась непосредственно в фокусе его внимания и не побуждала его тем самым немедленно исследовать и выяснять суть дела. Так как из-за этого, как утверждают, легко исчезает особое эмоциональное воздействие. Э. Т. А. Гофман с успехом демонстрировал в своих фантастических повестях данный психологический приём.

Эрнст Йенч, «О психологии сверхъестественного» 
Его работы охватывали такие области, как психология, психиатрия, психопатология, психология в криминалистике. Писал работы о настроении и музыкальной психологии.
Умер в 1919 году.

## Работы
- Музыка и нервы: Музыкальное чувство (Том 1) / Musik und Nerven: Das musikalische Gefühl[12], 1904—1911
- Музыка и нервы: Естественная история чувства тона (Том 2) / Musik und Nerven: Naturgeschichte des Tonsinns, 1904—1911
- О психологии сверхъестественного / Zur Psychologie des Unheimlichen[2], 1906
- Настроение: Медико-психологическое исследование / Die Laune: Eine ärztlich-psychologische Studie[13], 1912
- Патологическое исследование творчества Отто Людвига / Das pathologische bei Otto Ludwig[14], 1913

### Переводы
- Новейшие успехи науки о преступнике / Neue Verbrecherstudien[15], Чезаре Ламброзо, 1907
- Гениальность и помешательство / Studien über Genie und Entartung[16], Чезаре Ламброзо, 1910
- Исследования по психологии секса / Die krankhaften Geschlechtsempfindungen auf dissoziativer Grundlage[17], Эллис Хэвлок, 1907